# 相浦駅
相浦駅（あいのうらえき）は、長崎県佐世保市相浦町にある松浦鉄道西九州線の駅である。
黒島天主堂がある黒島への玄関口であり、駅近くには愛宕山があることから「黒島天主堂とあたごさんの駅」の愛称が付けられている。

## 歴史

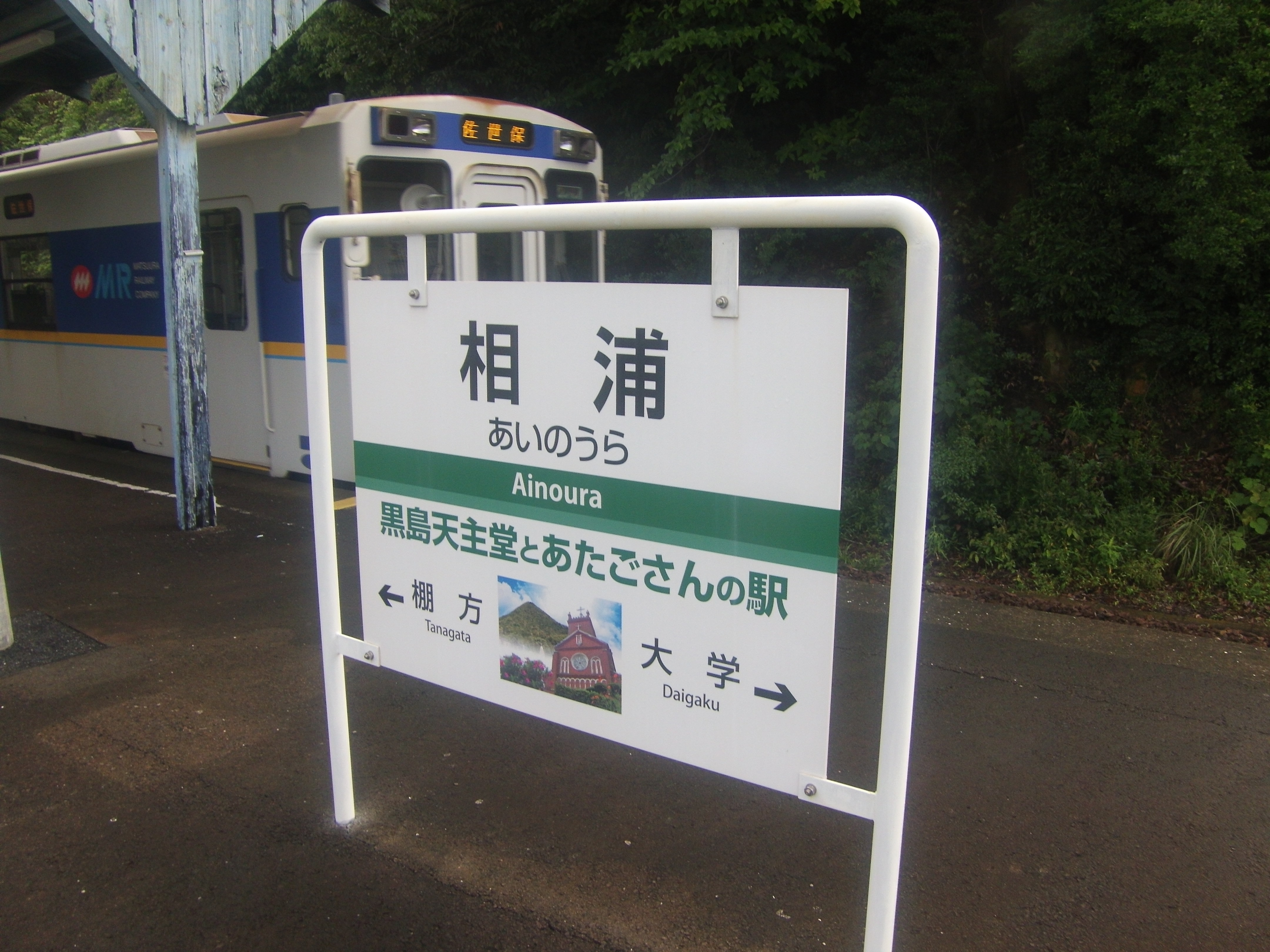
愛称が併記された新しい駅名標

- 1920年（大正9年）3月27日：佐世保軽便鉄道（後の佐世保鉄道）の駅として開設[2]。
- 1936年（昭和11年）10月1日：国有化に伴い、鉄道省松浦線の駅となる[2]。
- 1943年（昭和18年）8月30日：北佐世保 - 相浦間改軌改築工事の完了に伴い、上相浦との接続方が逆転する[3]。
- 1945年（昭和20年）3月1日：相浦 - 四ツ井樋間の改軌改築工事の完了に伴い、松浦線が全通すると同時に中間駅となる[3]。
- 1950年（昭和25年）：佐世保市による臨港鉄道が開通、相浦 - 市営石炭積出場 0.65km[4]。
- 1971年（昭和46年）3月：佐世保市の臨港鉄道（専用側線）運用停止[5]。
- 1978年（昭和53年）6月15日：貨物取扱廃止[2]。
- 1987年（昭和62年）4月1日：国鉄分割民営化に伴い、JR九州松浦線の駅となる[2]。
- 1988年（昭和63年）4月1日：第三セクター松浦鉄道への転換に伴い、同社西九州線の駅となる[2]。同時に無人駅化。
- 2015年（平成27年）5月11日：駅愛称が「黒島天主堂とあたごさんの駅」に決定[1]。

## 駅構造

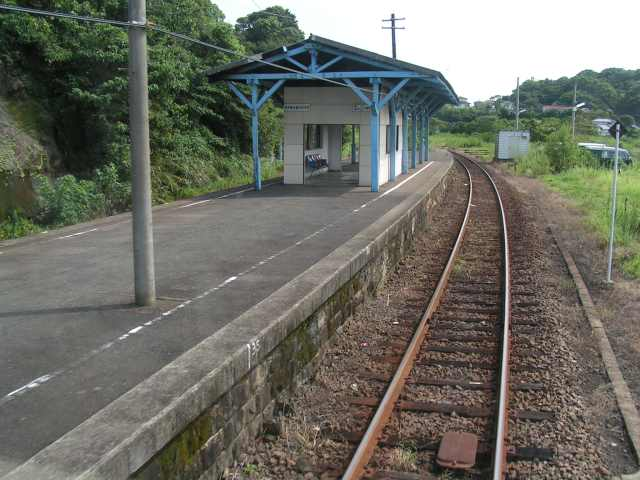
ホーム（2006年8月）

島式ホーム1面2線を有する無人駅。盛土上にあり、留置線を備える。但し午後から夕方にかけての20分サイクルダイヤの間は列車交換が無い。なお、JR時代までは木造駅舎を備える有人駅だったが、松浦鉄道転換後は無人駅化された。その後、駅舎も解体され、ホーム上に待合所があるのみとなった。
なお、石炭輸送が盛況だった頃は貨物駅を併設していた。貨物線は上相浦側で分岐し、相浦港へ直進していた。貨物線と旅客線に挟まれた三角地帯がヤードであった。現在、貨物駅跡は住宅用に造成されており、貨物駅だった面影は全く無い。

### のりば
| ホーム | 路線      | 方向 | 行先                                 | 備考 |
| ------ | --------- | ---- | ------------------------------------ | ---- |
| 西側   | ■西九州線 | 上り | 佐々・たびら平戸口・松浦・伊万里方面 |      |
| 東側   | ■西九州線 | 下り | 佐世保方面                           |      |

※案内上ののりば番号は設定されていない。

## 利用状況
2023年度の1日平均乗降人員は218人である。
| 年度               | 1日平均 乗降人員 |
| ------------------ | ---------------- |
| 2019年（令和元年） | 193              |
| 2020年（令和02年） | 158              |
| 2021年（令和03年） | 164              |
| 2022年（令和04年） | 165              |
| 2023年（令和05年） | 218              |

## 駅周辺
- 相浦港 - 佐世保市の高島・黒島へのフェリー、平戸市の津吉港への高速船が発着している。
- 佐世保市中央卸売市場（佐世保魚市場株式会社）
- 佐世保製氷冷蔵工場
- 横浜冷凍 佐世保冷凍工場
- 十八親和銀行相浦支店
- 佐世保相浦郵便局
- 愛宕山

## 隣の駅
松浦鉄道
■西九州線
快速
棚方駅 - 相浦駅 - 大学駅
普通
棚方駅 - 相浦駅 - 大学駅